# 比曼 (密蘇里州)
比曼（英語：Beaman），又名馬林（Marlin），是位於美國密蘇里州佩蒂斯縣的非建制地區。

## 歷史
比曼的郵局（名為馬林）於1873年設立，1878年更名，其後於1955年停運。

## 地理
比曼所處的海拔為高於海平面249米（即817英呎），而該地所採用的時區為UTC-6，即北美中部時區（CST）。同時該地設有夏令時間，為UTC-6調快一小時，即UTC-5（CDT）。